# Troop
Negli ordinamenti militari di lingua inglese e in particolare di Stati Uniti d'America, Regno Unito e nazioni del Commonwealth, una troop è un'unità militare terrestre organica di cavalleria più piccola di uno squadrone ma più grande di una squadra, corrispondendo a un plotone dell'arma di fanteria o a una sezione dell'arma di artiglieria. Nella Royal Horse Artillery britannica o nella United States Cavalry il termine troop è invece utilizzato per riferirsi a un'unità di dimensioni più grandi, corrispondente a una compagnia di fanteria o a una batteria di artiglieria ed equivalente quindi a uno squadrone.
In tempi più recenti il termine troop è stato utilizzato per designare anche raggruppamenti di forze speciali (generalmente delle dimensioni di un plotone), in particolare nei British Commandos o nello Special Air Service; in lingua inglese il termine troop può anche essere usato per designare un generico raggruppamento di militari, nel significato italiano di "truppa".
Nella maggior parte degli eserciti del Commonwealth, un soldato di cavalleria di grado soldato semplice è indicato come trooper invece che come private.

## Troopnelle varie forze armate
Nell'Australian Army troop designa un'unità delle dimensioni di un plotone nelle seguenti specialità:
- Royal Australian Armoured Corps
- Royal Australian Engineers
- Royal Australian Corps of Signals
- Australian Army Aviation
- Royal Australian Corps of Transport
- Royal Australian Survey Corps
- Australian Special Air Service Regiment (SASR)

Una troop australiana è generalmente comandata da un ufficiale con il grado di tenente, tranne che nel SASR dove il comandante della troop ha il grado di capitano; in tutti i casi, i corpi che utilizzano il termine troop in luogo di "plotone" (platoon in lingua inglese) designano come "squadrone" le unità delle dimensioni di una compagnia e "reggimento" le unità delle dimensioni di un battaglione. I soldati semplici di SASR e Royal Australian Armoured Corps sono abitualmente designati come troopers, termine che invece non è adottato dagli altri corpi.

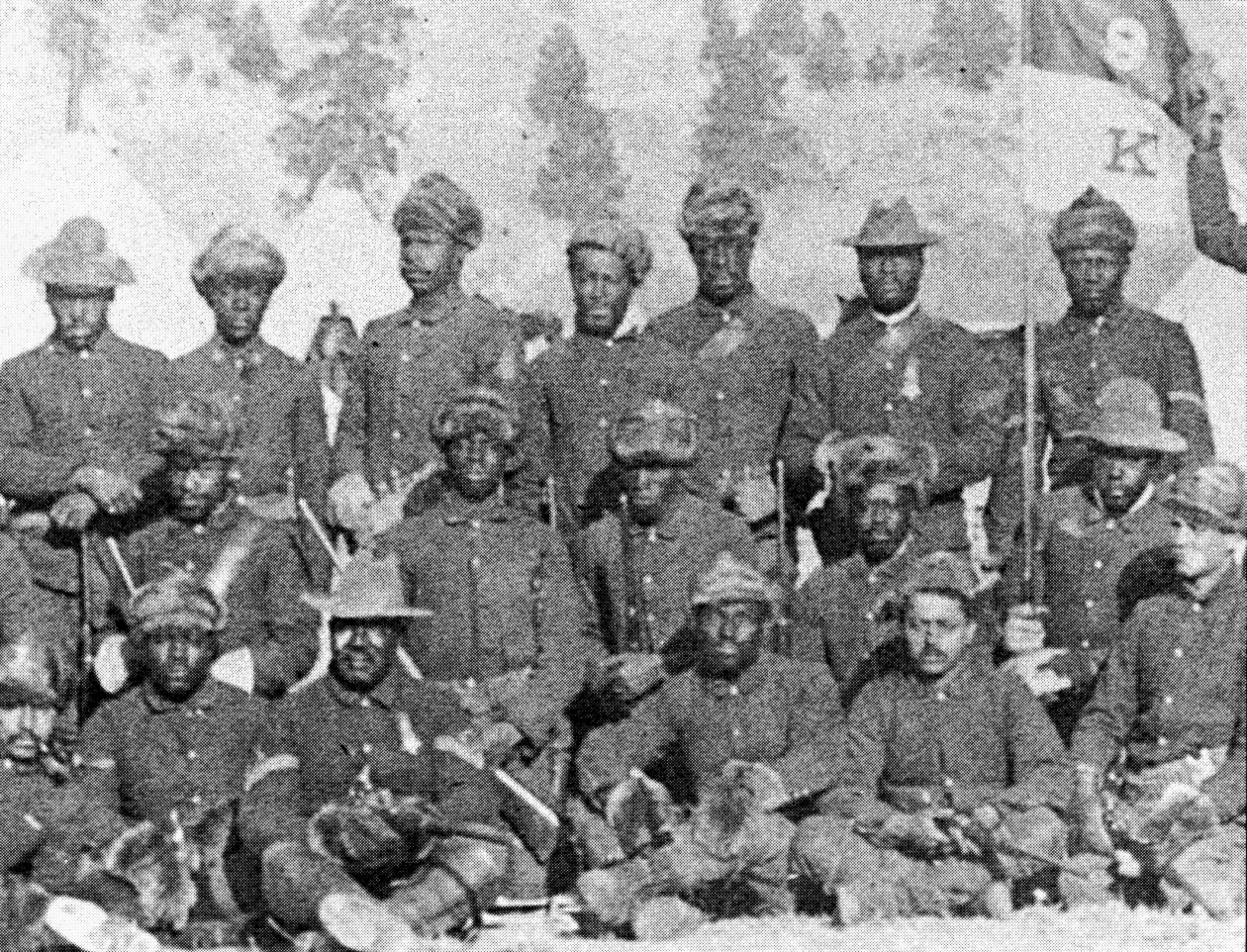
Membri della K Troop, 9th Cavalry Regiment dello United States Army negli anni 1890

Nel British Army in termine troop è utilizzato nella Household Cavalry e nel Royal Armoured Corps per designare un raggruppamento di tre o quattro mezzi corazzati comandati da un subaltern (termine che designa gli ufficiali di grado inferiore a capitano), più o meno equivalente a un plotone nell'arma di fanteria; il termine troop è utilizzato anche nel Royal Engineers, nel Royal Corps of Signals, nel Royal Logistic Corps, nello Special Air Service e nella Honourable Artillery Company per indicare unità equivalenti al plotone, mentre la sola Royal Horse Artillery lo utilizza per designare una batteria (l'equivalente dell'arma di artiglieria di una compagnia).
Nei Royal Marines un troop è l'equivalente di un plotone, secondo l'eredità dei reparti di British Commandos della seconda guerra mondiale.
Nel Canadian Army il termine troop è utilizzato per designare un'unità delle dimensioni di un plotone nelle unità corazzate, di artiglieria, del genio e delle trasmissioni; due o quattro troop formano uno squadrone.
Nello United States Army il termine troop è utilizzato unicamente dall'arma di cavalleria per designare un'unità corrispondente alla compagnia; un troop statunitense è comandato da un capitano e formato da tre o quattro plotoni, ed è a sua volta subordinato ad uno squadrone (equivalente di un battaglione in altre specialità o in altri ordinamenti).